# Otto Loewi
Otto Loewi (Frankfurt am Main, 1873. június 3. – New York, 1961. december 25.) zsidó származású német orvos, farmakológus. Felfedezte, hogy az idegsejtek között az ingerületet az acetilkolin közvetíti, amiért 1936-ban Henry Dale-lel közösen elnyerte az orvostudományi Nobel-díjat.

## Tanulmányai
Otto Loewi a németországi Frankfurt am Mainban született 1873. június 3-án. Apja Jacob Loewi kereskedő, anyja Anna Willstätter volt. A helyi humángimnázium elvégzése után előbb a müncheni Lajos–Miksa Egyetemen, majd a strassburgi egyetemen tanult orvostudományt. Eleinte alig járt az előadásokra és éppen csak átment a vizsgákon; csak negyedéves korától kezdett el lelkesen érdeklődni az orvostudomány iránt. 1896-ban megkapta orvosi diplomáját a Strassburgi Egyetemen, azután még elvégzett egy rövid szervetlen kémiai kurzust és néhány hónapig Franz Hofmeister strassburgi biokémiai intézetében dolgozott. 1897-98-ban a frankfurti városi kórházban Carl von Noorden tanársegédjeként vállalt állást. Itt a kórházi gyakorlatban szembesülnie kellett azzal, hogy sok betegség esetében (mint például a tuberkulózis vagy tüdőgyulladás) nem létezett semmilyen hatásos terápia és hagynia kellett meghalni a betegeket. Ezért inkább két évvel később átváltott az alapkutatásra, és 1898-tól a Marburgi Egyetemen a híres farmakológus, Hans Horst Meyer munkatársa lett.

## Pályafutása

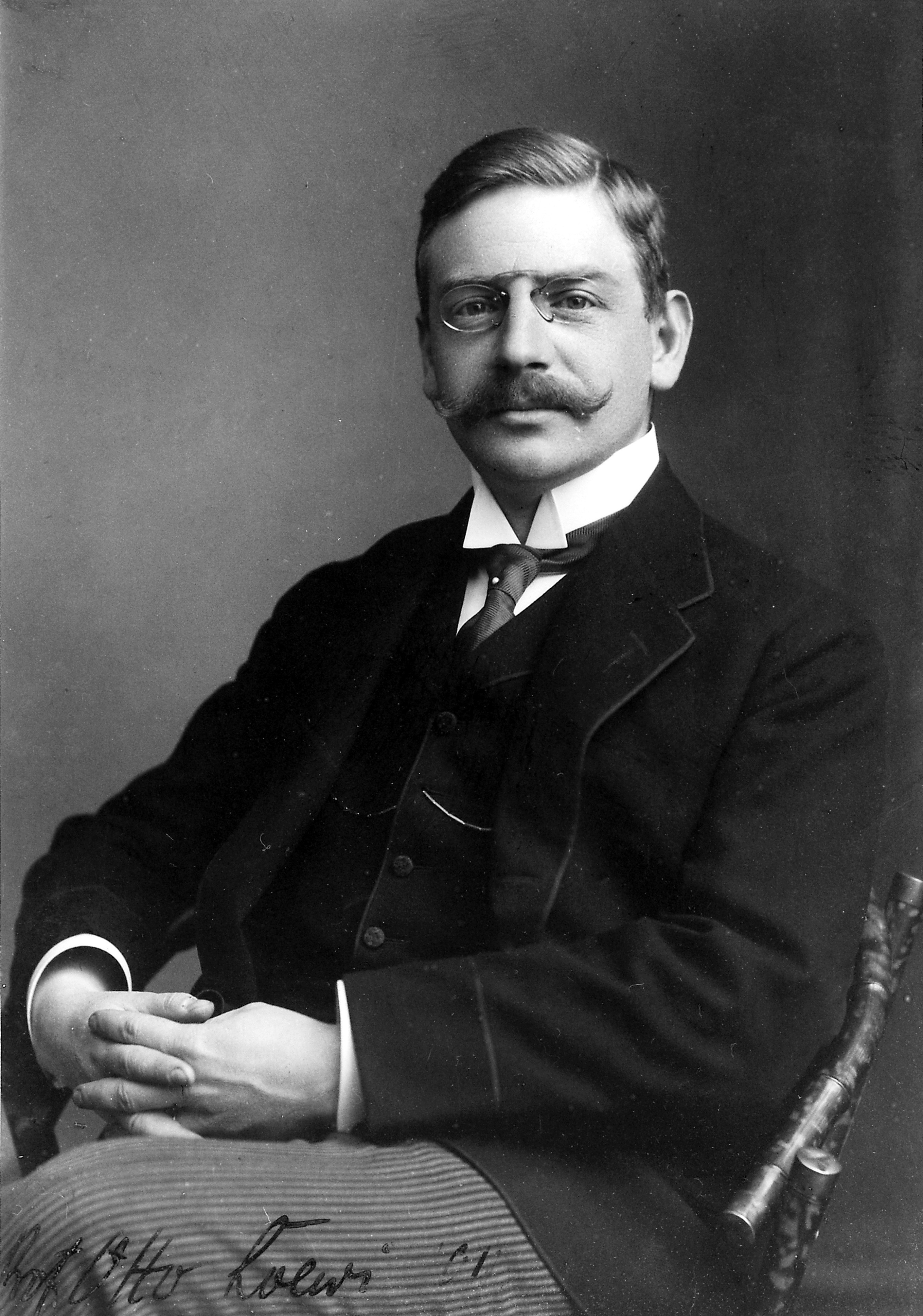
A fiatal Loewi

Marburgban először az anyagcserét kutatta. Floricinnal végzett munkája elismeréseképpen 1900-ban magándocenssé nevezték ki. Két évvel később "Über Eiweisssynthese im Tierkörper" (Az állati test fehérjeszintéziséről) c. cikkében bebizonyította, hogy az állati szövetek képesek proteint előállítani annak bomlástermékeiből, az aminosavakból. Vizsgálta a belső szervek (főleg a vese) reakcióit a kémiai és elektromos stimulációra.
1902-ben Londonba utazott és néhány hónapig Ernest Starling laboratóriumában dolgozott. Itt ismerkedett meg és barátkozott össze Henry Dale-lel, akivel később közösen nyerték el a Nobel-díjat is. Miután visszatért Marburgba, folytatta kísérleteit a vesével és a vízhajtó gyógyszerek hatásmechanizmusát vizsgálta.
1905-ben Hans Meyert követve Bécsbe költözött és a német mellé felvette az osztrák állampolgárságot is. Itt a szénhidrátok anyagcseréjével foglalkozott, bebizonyította, hogy a májjal ellentétben a szív nem tudja felhasználni a fruktózt; valamint hogy a kiürült glikogénraktárak adrenalin hatására feltöltődnek, még akkor is, ha nem áll rendelkezésre a táplálékból származó szénhidrát. Tanulmányozta a kokain szervek beidegzésére gyakorolt hatását.
1908-ban feleségül vette Guida Goldschmiedtet, Dr. Guido Goldschmiedt prágai vegyészprofesszor lányát. Három fiuk, Hans, Victor és Guido; valamint egy lányuk, Anna született.
1909-től kezdve a Grazi Egyetem farmakológiaprofesszoraként dolgozott.

## Nobel-díjas munkája

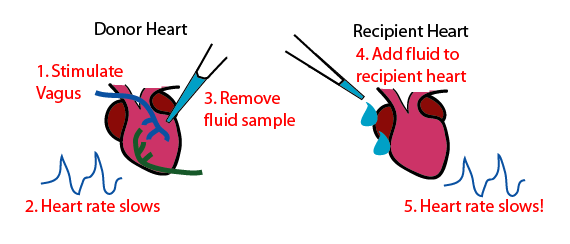
Loewi kísérlete: miután az első szív idegét ingerelve, annak dobogása lelassult, a sóoldatot a második szívre cseppentve, annak összehúzódási üteme is lecsökkent.

1921-ben Loewi egy elegáns kísérlettel eldöntötte a tudósok között zajló vitát arról, hogy az idegsejtek között, a szinapszisokban az ingerület elektromos vagy kémiai módon továbbítódik-e. Loewi állítása szerint a kísérletet megálmodta. Álom közben felriadt, gyorsan leírta a kísérlet vázlatát majd visszaaludt. Másnap reggel rémülten látta, hogy nem tudja kisilabizálni amit éjszaka leírt, álmát pedig teljesen elfelejtette. Szerencsére a következő éjjel ugyanazt álmodta, és amikor felriadt, egyenesen a laboratóriumába ment.
Kísérlete a következő volt: két békaszívet kipreparált, egyiket a beidegző nervus vagussal együtt, a másikat anélkül. A nervus vagus ingerlésére az első szív lassabban dobogott. Ezután mintát vett a szerveket körülvevő sóoldatból, és a másik szívre cseppentette, aminek az összehúzódásai azonnal lelassultak. Az idegingerületet továbbító ismeretlen anyagot Loewi Vagusstoffnak nevezte el, amiről később kiderült, hogy az acetilkolin. Felfedezését 1936-ban fiziológiai Nobel-díjjal jutalmazták.

## Menekülése az Egyesült Államokba
Amikor 1938. március 11-én a nácik bevonultak Ausztriába, Loewit és két fiát még aznap letartóztatták. Miután minden vagyonát – beleértve a Nobel-díjjal járó összeget – átutalta egy német bankba, elhagyhatta az országot. Rövid ideig a Brüsszeli Szabadegyetemen, majd Oxfordban tartózkodott, 1940-ben az Egyesült Államokba utazott és a New York-i Egyetem orvosi szakának farmakológiaprofesszora lett. 1946-ban megkapta az amerikai állampolgárságot.
Otto Loewit díszdoktorává választotta a New York-i, a Yale, a Grazi és a Frankfurti Egyetem. Elnyerte a Bolognai Királyi Tudományegyetem élettani díját, az Osztrák Tudományos Akadémia Lieben-díját és az Edinburghi Egyetem Cameron-díját. Számos tudományos társulat tagja volt. 1954-ben a neves londoni Royal Society tagjává választották.
Otto Loewi 1961. december 25-én halt meg New Yorkban, 88 éves korában.

## Fordítás
- Ez a szócikk részben vagy egészben  az   Otto Loewi című angol Wikipédia-szócikk ezen változatának fordításán alapul.  Az eredeti cikk szerkesztőit annak laptörténete sorolja fel. Ez a jelzés csupán a megfogalmazás eredetét és a szerzői jogokat jelzi, nem szolgál a cikkben szereplő információk forrásmegjelöléseként.